# Facekini

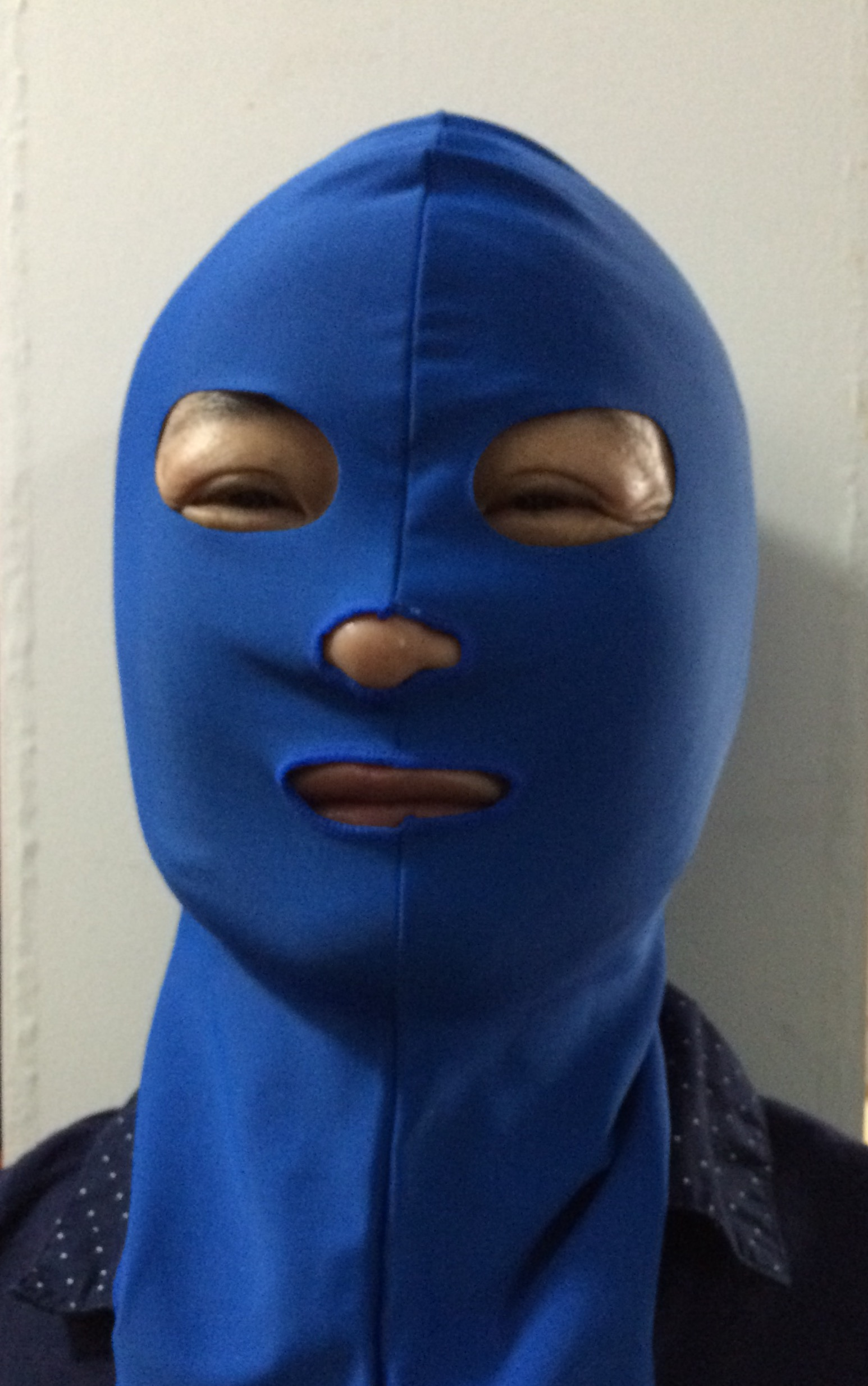
Frau mit Facekini

Der Facekini ist eine Maske für Schwimmer und Strandgänger, die die Gesichtshaut vor Quallen, Sonneneinstrahlung, Smog und anderen Umwelteinflüssen schützen soll.
Der Facekini entstand in der chinesischen Hafenstadt Qingdao, wo er erstmals 2004 zu sehen war und spätestens ab 2012 eine große Verbreitung bei den dortigen Strandgängern und Schwimmern fand. Als Erfinderin gilt Zhang Shifan, die zusammen mit ihrem Mann ein Geschäft für Schwimmzubehör in Qingdao betreibt. Nachdem sie in den ersten Jahren zunächst nur einfarbige Facekinis herstellte, fertigt sie seit 2015 auch bunte  durch die Peking-Oper inspirierte Facekinis an. Seit 2012 berichteten sowohl die chinesische als auch die internationale Presse mehrfach über die Facekinis von Qingdao und sie wurden in der Folgezeit auch in anderen Küstengebieten Chinas populär.
Die Popularität der Facekinis in China erklärt sich unter anderem dadurch, dass in China eine helle ungebräunte Haut als Schönheitsideal gilt.